# Patato Márquez
Eduardo Márquez Obando (Arequipa, 27 de marzo de 1944-Ib., 3 de agosto de 2020), más conocido como Patato Márquez, fue un futbolista peruano. Jugó como delantero, pasando casi toda su carrera deportiva en FBC Melgar de Arequipa, siendo el máximo ídolo del club 'rojinegro' y el máximo goleador histórico del equipo hasta la actualidad.

## Trayectoria
Pasó su niñez en el barrio de María Isabel en Arequipa, lugar en donde además nació. Jugó en equipos de barrio y de la zona. Estuvo en las juveniles del club White Star.
Sus grandes dotes de goleador fueron suficientes para que en 1962, sea fichado por el Melgar proveniente del Estrella Mistiana. En 1964 y 1965, consiguió junto al Melgar el bicampeonato de la Primera División de Arequipa, lo que fue suficiente para que en 1966, el Melgar sea invitado para la primera edición del Campeonato Descentralizado.
Ese mismo año, llegó a anotar 14 goles, siendo el goleador de Melgar, pese a eso, perdieron la categoría y regresaron a su liga de origen. Durante los siguientes años consecutivos, Melgar siguió ganando la Liga de Arequipa, quedando en 1969, cerca de ganar la Copa Perú. Tuvo ese mismo año un breve paso por White Star. Al año siguiente regresa a Melgar, subcampeonando nuevamente la Copa Perú, hasta que en 1971, se consigue la Copa y regresan al Campeonato Descentralizado.
Tras el regreso a primera división, siguió jugando, hasta que en 1974, se retiró definitivamente del fútbol con tan solo 30 años. Durante todo su tiempo en Melgar, llegó a anotar 175 goles entre la Liga de Arequipa y Copa Perú, mientras que en el Descentralizado consiguió 22 goles; totalizando 197 goles, siendo el máximo goleador en toda la historia del club 'rojinegro'.

## Apodo
Su apodo "patato", surge porque cuando era pequeño, no tenía chimpunes para jugar y cuando se conseguía unos, un niño de su barrio, al momento de referirse a sus chimpunes, le decía "patatos" en vez de zapatos.

Un muchacho Luis Isla, limeño, tenía sus chimpunes y le decían. “Préstale y después entras por él”. En el barrio había un mudito, que también jugaba. Cuando me vio con los chimpunes, me decía “patato, patato”, para decirme que ya tengo zapatos para jugar. Los muchachos se agarraron de eso y quedó ‘Patato’

## Fallecimiento
La mañana del 3 de agosto de 2020, falleció "patato" a causa de una afección pulmonar, esta noticia resonó en todo Arequipa, ya que había fallecido el máximo ídolo del club emblema de esta ciudad.
La pandemia por coronavirus en Perú impidió que se le pueda dar un homenaje por parte de los hinchas de Melgar, aunque en el partido de César Vallejo vs Melgar, jugado en Lima tras la reanudación de la Liga 1, los jugadores de Melgar posaron con dos camisetas del equipo, en las cuales se mostraban el nombre de "PATATO ETERNO" y el número "8", dorsal que Márquez siempre usó en su paso en Melgar.
Lamentablemente, ese mismo mes y al mes siguiente, fallecieron sus hermanos Óscar y Carlos, respectivamente, con quienes había jugado también en Melgar.

## Clubes
| Club                | País                | Temporada           | Partidos | Goles |
| ------------------- | ------------------- | ------------------- | -------- | ----- |
| FBC Melgar          | Perú                | 1962 - 1969         | 200      | 175   |
| White Star          | Perú                | 1969                | 6        | 4     |
| FBC Melgar          | Perú                | 1970 - 1974         | 40       | 22    |
| Total en su carrera | Total en su carrera | Total en su carrera | 246      | 201   |

## Palmarés

### Campeonatos nacionales
| Título    | Club       | País | Año  |
| --------- | ---------- | ---- | ---- |
| Copa Perú | FBC Melgar | Perú | 1971 |

### Campeonatos regionales
| Título                      | Club       | País | Año  |
| --------------------------- | ---------- | ---- | ---- |
| Liga Provincial de Arequipa | FBC Melgar | Perú | 1964 |
| Liga Provincial de Arequipa | FBC Melgar | Perú | 1965 |
| Liga Provincial de Arequipa | FBC Melgar | Perú | 1967 |
| Liga Provincial de Arequipa | FBC Melgar | Perú | 1968 |
| Liga Provincial de Arequipa | FBC Melgar | Perú | 1969 |
| Liga Provincial de Arequipa | FBC Melgar | Perú | 1970 |
| Liga Provincial de Arequipa | FBC Melgar | Perú | 1971 |